# لارس إي. هانسن
لارس إي. هانسن (بالنرويجية البوكمول: Lars E. Hanssen)‏ هو بروفيسور وطبيب نرويجي، ولد في 26 مايو 1949.